# Бєлохвостик Зоя Валентинівна
Зо́я Валентині́вна Бєлохво́стик (нар. 26 жовтня 1959 , Мінськ ) — радянська і білоруська акторка театру й кіно. Народна артистка Білорусі (2018) та Заслужена артистка Автономної республіки Крим. У вісімнадцятирічному віці, по закінченню театрально-мистецького інституту, стала працювати у Національному академічному театрі імені Янки Купали. Її першою роллю, яку Бєлохвостик виконувала до 41 року, була Павлінка, героїня однойменної п'єси Янки Купали. Зіграла у понад 55 спектаклях, працювала на радіо. Викладала на катедрі акторської майстерности театрального факультету Білоруської державної академії мистецтв.

## Життєпис
Здобула освіту у Білоруському театрально-мистецькому інституті, закінчивши його 1982 року за спеціальністю «акторка драми й кіно». Коли Бєлохвостик навчалася на четвертому курсі, їй уперше запропонували зіграти роль Павлінки, яку вона періодично виконувала до 2000 року. Через цю роль акторці довелося відпустити довге волосся. 1982 року Бєлохвостик стала працювати у Національному академічному театрі імені Янки Купали.
13 серпня 2020 року, під час демаршу білоруського народу проти режиму Лукашенка, Бєлохвостик та інші члени колективу театру Купали висунули вимогу припинити жорсткий розгін демонстрацій та провести чесний перелік голосів на президентських виборах. 26 серпня, унаслідок силуваного звільнення директора театру Павла Латушка, Бєлохвостик, разом з іншими колегами, звільнилася на знак протесту.
2 жовтня Зою Бєлохвостик звільнили з Білоруської державної академії мистецтв, де викладала акторську майстерність.

### Родина
Батько Зої — актор Валентин Бєлохвостик, матір — концертмейстер Ольга Глєбова. Зоя Бєлохвостик є онукою білоруського актора Гліба Глєбова. Перебуває у шлюбі з театральним режисером Олександром Гарцуєвим.

## Театральні роботи
- Життя Карицина
- Івонна, принцеса Бургундії
- Ідилія
- Кривава Мері
- Павич
- Пити, співати, плакати
- С.В.
- Смак яблука
- Місцеві

## Фільмографія
- 2010 «Смертельна боротьба»
- 2010 «Любов до життя» (знятий) — головна роль
- 2009 «Суд» — Лідія Павлівна, мати Андрія, «Свідок»
- 2009 «Журавлі» - Лариса Миронова, смерть загиблого Сергія Миронова, серія «Номер смерти»
- 2008 «Зграя»
- 2007 «Чародій і Румба» — медсестра
- 2007 «Майор вітрів» — суддя
- 2005 «Людина війни»
- 2002 «Каменська-2» — керівниця
- 2002 «Ігри для чоловіків»
- 1992 «Вальс золотих телят» — стюардеса
- 1988 «Приват» (фільм-вистава) — Марія
- 1987 «Одружись - не сумуй» (кіноперформанс) — Зоська
- 1985 «Куди йдеш, солдате?» — епізод